# Fritz Walther
Fritz August Walther (Zella St.Blasii, 4 novembre 1889 – Zella St.Blasii, 1966) è stato un imprenditore e inventore tedesco.
Prese le redini nella conduzione della casa produttrice di armi da fuoco Carl Walther GmbH Sportwaffen, nota anche semplicemente come Walther, fondata dal padre Carl.